# On Earth as It Is in Heaven
Albums de Angel
Helluvah Band
(1976) White Hot
(1978)
Singles
1. That Magic Touch
Sortie : 1977
2. Telephone Exchange
Sortie : 1977  [1]

On Earth as it Is in Heaven est le troisième album studio du groupe de glam rock /hard rock américain, Angel. Il est sorti en février 1977 sur le label Casablanca Records et a été produit par Eddie Kramer.

## Historique
Le groupe devenant de plus en plus populaire, Casablanca Records décida d'engager Eddie Kramer pour produire le troisième album. Kramer avait notamment produit l'album Alive! et les deux derniers albums studios de Kiss. L'enregistrement se déroula pendant l'hiver 1976-1977 à Hollywood dans un lieu appelé The Emerald Castle et l'album sortira fin février.
Avec cet album, le groupe oriente sa musique vers un rock de plus en plus "pop"1 et le single, That Magic Touch sera le premier du groupe à entrer dans le classement du Billboard Hot 100 en se classant à la 77e place. La chanson White Lightning provient  du temps où Punky Meadows et Mickey Jones officiaient au sein du groupe BUX. Elle est signée par Meadows et Ralph Morman le chanteur du groupe.
Pour la tournée américaine qui suivit, le groupe investit beaucoup d'argent dans un nouveau show pour en mettre plein la vue aux spectateurs1. Pour la première et unique fois, Angel donnera une série de concerts hors de l'Amérique du Nord et pour se faire se rendra au Japon.
Au retour du Japon, le bassiste Mickey Jones quittera le groupe et sera remplacé par Felix Robinson qui officiait dans le groupe californien "The Word".
C'est la première fois que le logo du groupe apparait sous la forme d'un ambigramme sur la pochette.
Cet album se classa à la 77e place du Billboard 200 aux États-Unis et la 73e place des charts canadiens.

## Liste des titres
Face 1
| No | Titre                       | Auteur                                      | Durée |
| -- | --------------------------- | ------------------------------------------- | ----- |
| 1. | Can You Feel It             | Frank DiMino, Gregg Giuffria, Punky Meadows | 4:44  |
| 2. | She's a Mover               | DiMino, Giuffria, Meadows                   | 3:37  |
| 3. | Big Boy (Let's Do it again) | DiMino, Giuffria, Meadows                   | 3:44  |
| 4. | Telephone Exchange          | DiMino, Giuffria, Meadows                   | 4:12  |
| 5. | White Lightning             | Meadows, Ralph Morman                       | 4:40  |

Face 2
| No  | Titre                 | Auteur                    | Durée |
| --- | --------------------- | ------------------------- | ----- |
| 6.  | On the Rocks          | DiMino, Giuffria, Meadows | 3:39  |
| 7.  | You're Not Fooling Me | DiMino, Giuffria, Meadows | 4:03  |
| 8.  | That Magic Touch      | DiMino, Giuffria, Meadows | 3:38  |
| 9.  | Cast the First Stone  | DiMino, Giuffria, Meadows | 4:38  |
| 10. | Just a Dream          | DiMino, Giuffria, Meadows | 5:15  |

## Musiciens
- Frank DiMino: chant
- Gregg Giuffria: claviers
- Punky Meadows: guitares
- Mickey Jones: basse
- Barry Brandt: batterie, percussions

## Charts
Charts album
| Pays       | Durée du classement | Meilleur classement |
| ---------- | ------------------- | ------------------- |
| États-Unis | 12 semaines         | 77e                 |
| Canada     | 7 semaines          | 79e                 |

Charts singles
| Date       | Single           | Chart   | durée du classement | Position |
| ---------- | ---------------- | ------- | ------------------- | -------- |
| 07/05/1977 | That Magic Touch | Hot 100 | 6 semaines          | 77e      |